# Josef Orth
Josef Orth (20. května 1914 – ?) byl český fotbalista, obránce.

## Fotbalová kariéra
Jako hráč I. ČsŠK Bratislava byl roku 1938 povolán do reprezentačnímu výběru na mistrovství světa ve Francii. Nenastoupil však v žádném zápase šampionátu a nepřipsal si ani žádný jiný reprezentační start.

## Ligová bilance
| Ročník              | Zápasy | Góly | Klub               |
| ------------------- | ------ | ---- | ------------------ |
| Státní liga 1937/38 | -      | 0    | I. ČsŠK Bratislava |
| CELKEM 1. liga      | -      | 0    |                    |